# Cribbage

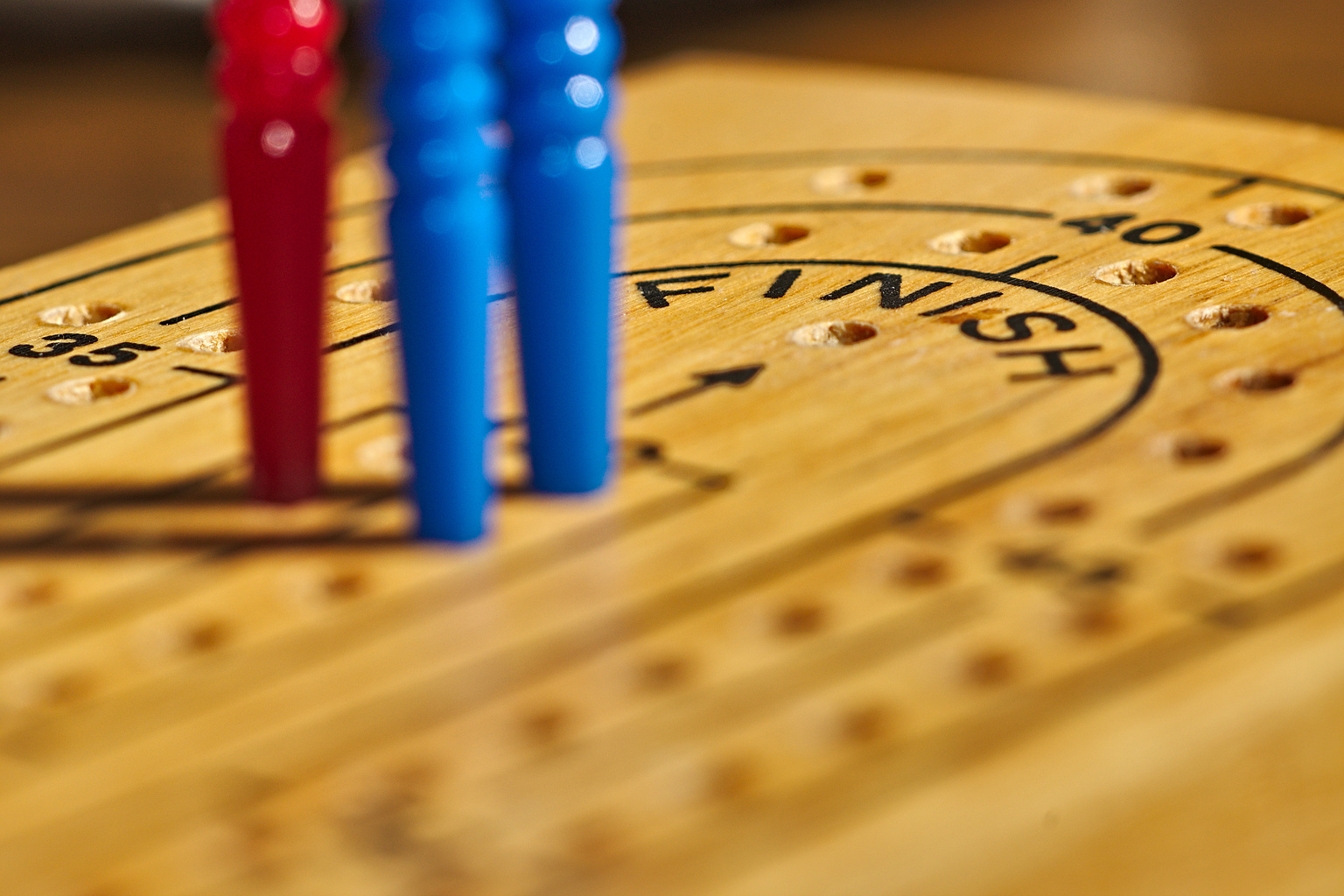
Tablero moderno de madera con clavijas de color, para anotar la puntuación en el juego de cribbage

El cribbage o crib es un juego de cartas en el que tradicionalmente participan dos jugadores, y a veces tres, cuatro o más personas. Consiste en descartar y agrupar las cartas en combinaciones que otorgan puntos. Posee varias características distintivas: el tablero que se utiliza para llevar la cuenta de la puntuación, el epónimo crib o caja (una mano independiente que cuenta para el jugador que da las cartas), dos etapas distintas para contar los puntos (el juego y el recuento; en idioma inglés, play y show, respectivamente) y un sistema de puntuación propio que incluye puntuación por grupo de cartas que suman quince.
Se juega con un mazo estándar de 52 cartas de baraja inglesa o baraja francesa, las cartas del 2 al 10 valen su valor nominal, el as vale 1 y la sota, la dama y el rey (J, Q y K, respectivamente) valen 10.

## Historia
Según John Aubrey, el cribbage fue creado por el poeta inglés John Suckling a comienzos del siglo XVII, como un juego derivado del juego denominado «noddy». Mientras que el noddy ha desaparecido, el cribbage logró sobrevivir, casi sin alteraciones, siendo uno de los juegos más populares en el mundo de habla inglesa. El objetivo del juego consiste en ser el primer jugador que logra anotarse un número de puntos objetivo, generalmente 61 o 121. Se anotan puntos por combinaciones de cartas que suman quince, y por pares, triples, cuádruples, escaleras y flushes (cartas del mismo palo).
El cribbage ocupa un sitial destacado entre los juegos que practican los submarinistas norteamericanos, quienes lo consideran el pasatiempo «oficial». En la sala de oficiales del más antiguo submarino activo en la Flota del Pacífico de los Estados Unidos se encuentra el tablero personal de cribbage del Contraalmirante Dick O'Kane quien fuera comandante de submarino durante la Segunda Guerra Mundial y receptor de la Medalla de Honor, y cuando el submarino es retirado de servicio el tablero de cribbage es transferido al siguiente submarino más antiguo en servicio.

## Reglas

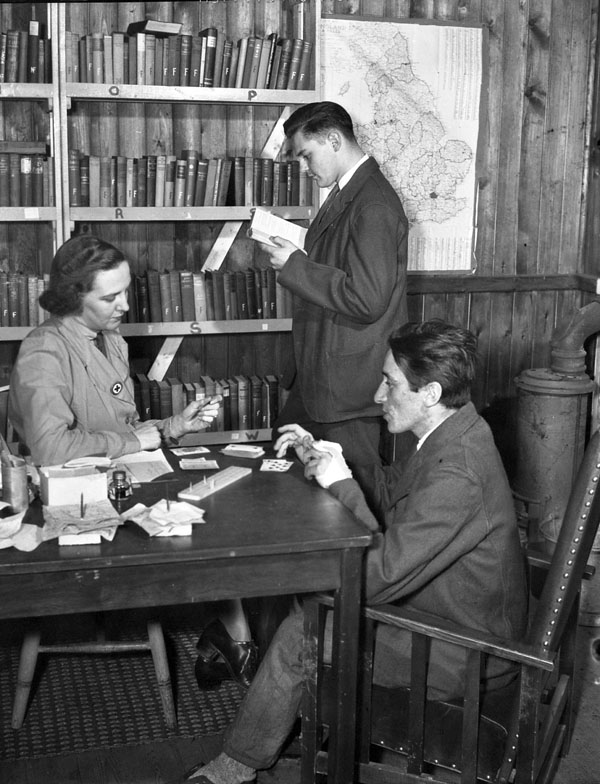
Juego de cribbage

El juego se desarrolla mediante sucesivas «manos», cada mano comprende un «reparto», «el juego» y «el recuento». En cualquier momento durante cualesquiera de estas tres etapas, si un jugador alcanza la puntuación objetivo (por lo general 121), el juego finaliza en ese instante y ese jugador es el ganador del juego. Ello puede suceder inclusive durante el reparto, dado que el repartidor puede anotar puntos si al cortar al comienzo aparece una Sota (o J).

### El reparto
Cada uno de los jugadores corta el mazo de cartas para el primer reparto, y la persona que corta la menor carta es el repartidor que dará las cartas. El repartidor mezcla y da cinco o seis cartas boca abajo a cada jugador (incluido él), dependiendo de la cantidad de jugadores. Para cuando juegan dos jugadores, se le dan seis cartas a cada uno; si juegan tres o cuatro jugadores a cada uno se le dan cinco cartas. Una vez que se han repartido las cartas, cada jugador elige las cuatro cartas que desea conservar, luego descarta la otra o las otras dos (si son dos jugadores) boca abajo para formar la "crib" (también denominada "caja"). En el caso de tres jugadores, el repartidor termina la distribución de las cartas poniendo una boca abajo en la "caja", para que con las tres descartadas por los jugadores, llegue a cuatro cartas. Las cartas que forman la "caja" solo serán utilizadas por el repartidor al final del juego donde los puntos que contenga serán para el repartidor. En este instante, cada jugador tiene cuatro cartas en la mano y la caja tiene cuatro cartas. El jugador a la izquierda del repartidor corta el mazo y el repartidor deja visible la carta de arriba, que es denominada la "inicial" o el "corte". Esta carta será común a todos los jugadores, y podrá ser usada por cada uno para formar combinaciones en la fase de recuento del juego. Si esta carta resulta ser una Sota (J), el repartidor se anota dos puntos. La " carta inicial" no se usa en la etapa de juego, sino solo en la etapa de recuento para ayudar a formar grupos.

### El juego
Comenzando con el jugador a la izquierda del repartidor, cada jugador a su turno coloca frente a si una carta sobre la mesa con su faz hacia arriba, diciendo cual es el valor de la cuenta, o sea el valor acumulado de las cartas que se han colocado sobre la mesa (por ejemplo, el primer jugador pone un cinco y dice "cinco", el siguiente deposita un seis y dice "once", y así sucesivamente)—sin que la cuenta supere 31. Las cartas no se colocan en el centro de la mesa ya que al final del "juego," cada jugador debe recoger las cartas que él ha depositado.
Durante esta fase los jugadores se anotan puntos de diferentes formas, según las cartas que jueguen. 
- Si el jugador logra que la cuenta alcance exactamente quince (2 puntos),
- Por escaleras de 3 o más cartas (jugadas en forma consecutivas, aunque no necesariamente en orden, pero no puede haber una carta intercalada que no forme parte de la escalera ni ninguna carta doble, el jugador obtiene tantos puntos como cartas contenga la escalera). Por ejemplo si en la mesa ya hay un 6 y un 5 en este orden, el próximo jugador obtiene 3 puntos si coloca un 7 o un 4.
- El formar una pareja (o sea tirar una carta con igual número que la carta que tiro el jugador anterior) da 2 puntos. Tres o cuatro cartas de un tipo son contadas como pares múltiples: tres de un tipo es lo mismo que tres pares diferentes, o 6 puntos, y cuatro de un tipo son seis pares diferentes, o 12 puntos.

Si un jugador no puede jugar sin hacer que la cuenta supere 31, él dice "Paso" y su oponente se anota un punto, continuando el jugador a su izquierda, el otro jugador continua jugando hasta que ninguno pueda jugar sin que la cuenta exceda 31. Un jugador está obligado a jugar una carta a menos que no tenga ninguna carta en la mano que evite que la cuenta exceda 31 (no es posible pasar en forma voluntaria). Una vez que se llega a 31 o ninguno de los jugadores puede jugar, el jugador que se descartó en último término se anota un punto si la cuenta es inferior a 31 y dos puntos si da exactamente 31. Entonces se vuelve a cero la cuenta y aquellos jugadores a los que les han quedado cartas repiten el proceso comenzando con el jugador a la izquierda del jugador que jugó la última carta. Cuando a ninguno de los jugadores le quedan cartas el juego pasa a la etapa de "Recuento."
Los jugadores eligen el orden en que van a colocar sus cartas de forma tal de maximizar sus puntuaciones; los jugadores experimentados se refieren a ello como alguien que tiene una buena o mala habilidad con las clavijas (en inglés pegging). Si un jugador alcanza el objetivo (por lo general 61 o 121), el juego finaliza inmediatamente y ese jugador gana.

### El recuento
Una vez que el juego ha concluido, cada jugador a su turno, comenzando por el cual se encuentra a la izquierda del repartidor, exhibe su mano en la mesa y se anota puntos dependiendo de lo que tiene considerando también la carta inicial o corte. Se otorgan puntos por combinaciones de cartas que suman quince, escaleras, pares (pares múltiples son computados considerando todos los pares posibles, o pueden ser computados como tres o cuatro del mismo tipo), flush (cartas del mismo palo) y tener una Sota (J) del mismo palo que el de la carta inicial (nob). Un flush de cuatro cartas vale cuatro puntos y no puede incluir el corte o la inicial; un flush de cinco cartas vale cinco puntos.
El repartidor es el último en puntuar su mano y luego da vuelta las cartas en la caja. Luego el repartidor se asigna puntos para sí como si fuera una mano adicional, también considerando la carta inicial. A diferencia de la mano del repartidor, la caja no puede anotarse un flush de cuatro cartas, pero puede anotar un flush de cinco cartas con la inicial.
Todos las puntuaciones son posibles, de 0 a 29, con excepción de 19, 25, 26 y 27. Los jugadores a veces dicen que una mano en la que no se consigue ningún punto es aquella que tiene una puntuación de diecinueve (debido a que no es posible conseguir dicha puntuación).
Una puntuación ejemplo de una mano compuesta de un 6♣, un 7♠, un 8♦, un 8♥ y un 9♠, posee un valor total de 16 puntos. El 6 y el 9 =15 dos puntos, el 7 y el 8 =15 dos puntos, el 7 y el otro 8 =15 dos puntos, la escalera 6-7-8♦-9 cuatro puntos, la otra escalera 6-7-8♥-9 cuatro puntos y finalmente el par de 8 dos puntos.

### Muggins
Muggins (también denominado «rebanar la garganta») es una regla opcional muy usada, que se debe acordar utilizar antes de que comience el juego. Si un jugador se equivoca y no reclama todos los puntos que hizo en una mano, el oponente puede cantar «muggins» y entonces asignarse a si todos los puntos que el jugador omitió contabilizar.

### Partido
Un partido (en forma similar al tenis) consiste de más de un juego, a menudo una cantidad impar. Los puntos de partido son anotados en le tablero de cribbage utilizando agujeros especiales reservados para los puntos de partido. En un tablero espiral, los mismos se suelen anotar en una línea de 5 o 7 agujeros en la parte inferior del tablero. En un tablero convencional, a menudo se encuentran en el medio del tablero, o en su parte inferior o superior.
En un juego de cribbage de dos jugadores, un jugador se anota un punto de partido por ganar un juego. Su oponente será el repartidor en el próximo juego. Si un jugador skunk a su oponente (alcanza 121 puntos antes de que su oponente marque 91 puntos), dicho jugador se anota dos puntos de partido por ese juego. Si un jugador hace un skunk doble a su oponente (consigue llegar a 121 puntos antes que el oponente alcance 61), se anota cuatro puntos de partido por ese juego. Si un jugador hace un triple skunk sobre su oponente (alcanza 121 puntos antes de que su oponente alcance 31 puntos), automáticamente gana el partido. El skunk doble y triple no están incluidos en las reglas oficiales de cribbage y son opcionales. Existen varios formatos diferentes para anotarse los puntos de los partidos.
| Forma de puntuar                                        | Puntos para un partido ganado normal | Puntos por skunk al oponente | Puntos por skunk doble del oponente | Puntos por skunk triple del oponente |
| ------------------------------------------------------- | ------------------------------------ | ---------------------------- | ----------------------------------- | ------------------------------------ |
| Reglas de Torneo Oficiales (American Cribbage Congress) | 2 puntos                             | 3 puntos                     | sin puntos extra                    | sin puntos extra                     |
| Puntuación de Partido Largo                             | 3 puntos                             | 4 puntos                     | sin puntos extra                    | sin puntos extra                     |
| Reglas de juego libre                                   | 1 punto                              | 2 puntos                     | 4 puntos                            | sin puntos extra                     |
| Reglas de juego libre con triple skunk                  | 1 puntos                             | 2 puntos                     | 4 puntos                            | Gana automáticamente el partido      |

## Tablero de cribbage

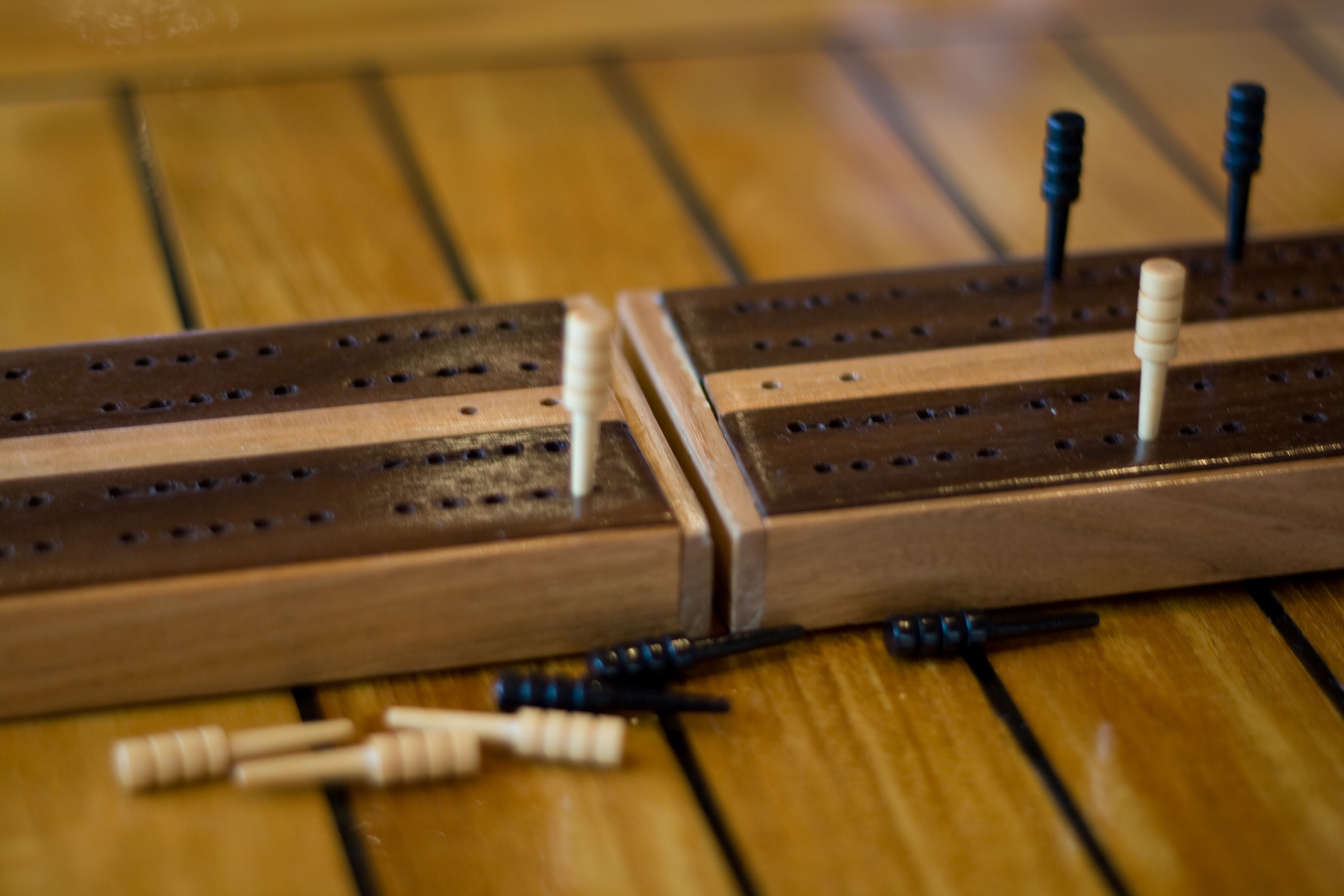
Tablero tradicional de madera con clavijas de madera

El tablero en el cual se anotan las puntaciones durante una partida de cribbage es distintivo; el mismo posee una serie de agujeros («calles») sobre los que se registra la puntuación utilizando clavijas. Es posible llevar las puntuaciones en un trozo de papel, pero casi siempre se utiliza un tablero de cribbage, dado que el anotado de puntos se realiza a lo largo de todo el juego, y no solo cuando se termina una mano como sucede en la mayoría de los juegos de naipes. Los puntos son registrados mediante el desplazamiento de las clavijas a lo largo del tablero de Cribbage. Se utilizan dos clavijas en forma alternada, de forma tal que si un jugador se distrae o confunde durante su cuenta, siempre una de las clavijas todavía estará marcando la puntuación de la jugada anterior. Algunos tableros poseen un "contador de partidos" con varios agujeros adicionales donde se inserta una tercera clavija para contar los juegos que ha ganado cada jugador.
Existen varios diseños del tablero:
- El diseño clásico es un tablero plano de madera que mide aproximadamente 250-300 mm por 70-80 mm y 10-20 mm de espesor. Hay dos grupos de 60 agujeros (30 'afuera' y 30 'regreso') divididos en secciones de 5 puntos, ver figura previa. Un agujero de contaje arriba en el centro en cada extremo permite utilizar el tablero en cualquiera de las dos direcciones. Un jugador o equipo anota sus puntos en un conjunto de 60 agujeros y el otro jugador o equipo anota sus puntos en el otro conjunto. Para juegos de tres jugadores se utilizan modelos distintos.
- Un diseño relativamente antiguo es un triángulo equilátero con dos filas de cuarenta agujeros en cada lado. Por lo general estos tableros no incluyen un agujero extra de contaje arriba o agujeros para contar partidos.
- Un diseño moderno tiene tres o cuatro filas de 120 agujeros organizados en forma de «clip para papel» (con un agujero de contaje arriba en el extremo) y a menudo posee colores brillantes. Aunque esta especialmente concebido para juegos a 121, si bien es posible utilizarlo en juegos a 61-puntos.
- Un tablero largo de torneo es utilizado en los torneos organizados por el American Cribbage Congress y consiste en cuatro filas de 60 agujeros (dos filas para cada jugador), sin marcas numéricas o segmentos de cinco puntos, y solo una marca en la línea de skunk. El movimiento en el tablero comienza por las filas exteriores y finaliza en su interior. Los jugadores comienzan y terminan en el mismo agujero.
- Otra variación común se basa en elementos de la mano con mayor puntuación conseguible en el cribbage. El tablero tiene la forma del número 29 (el mayor contaje posible), con los agujeros para el tanteador siguiendo los contornos de los números «2» y «9». A veces el diseño incluye una imagen de fondo de tres cincos y una Sota, con el cuarto cinco offset —la «mano perfecta» que resulta en dicha puntuación—. La cuenta consiste de 8 combinaciones de 15 que valen 16 puntos, 6 pares de 2 que valen 12 puntos y una Sota (J) con el mismo palo de la carta del corte inicial "nobs" que da un punto lo que suma un total de 29.

Cada una de las cuatro divisiones de 30-puntos del tablero de (1-30, 31-60, 61-90, y 91-120) son denominadas una «calle». Por ejemplo cuando se tienen 15 puntos se está en la primera calle, cuando se tienen 59 puntos se está en la segunda calle, etc.

## Estrategias

### Lanzando las cartas

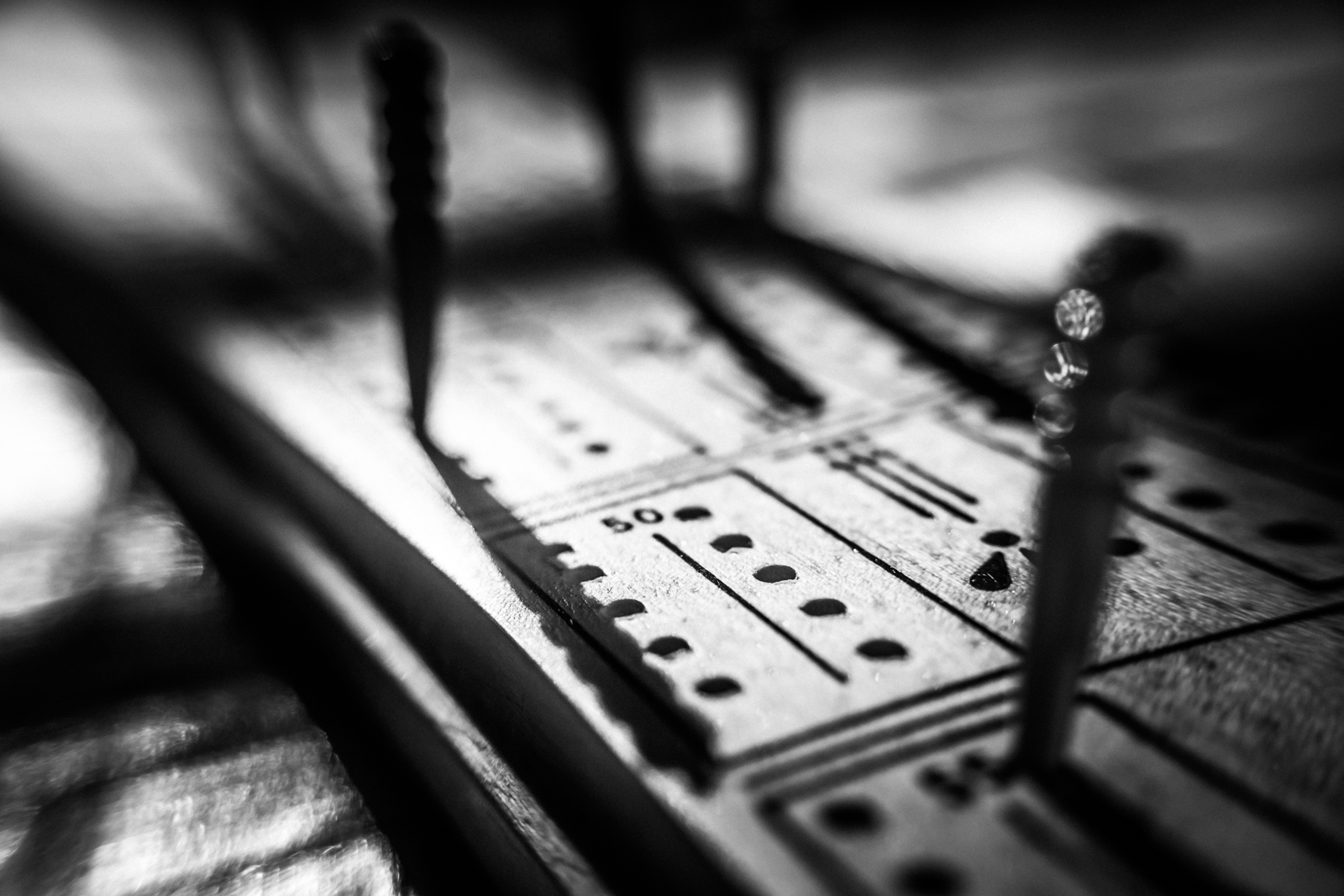
Tablero de cribbage con clavijas

Existen ciertas cartas y combinaciones de cartas que es probable beneficien una mano. Las mismas son: pares, escaleras y combinaciones de valor nominal que sumen quince (especialmente aquellos que se encuentran inmersas en escaleras). Los jugadores intentaran retener dichas cartas, los que no son repartidores descartan en la caja aquellas cartas que consideran son menos probables de mejorar su mano luego del corte (y simultáneamente poco probable refuerzen la caja del oponente), mientras que el repartidor retiene sus mejores cartas mientras que lanza combinaciones que probablemente maximicen los puntos en la caja.
Las cartas especialmente útiles para tener bien en la mano o en la caja, son:
- 5s. Si bien los 5s por lo general se guardan en la mano (porque los jugadores conocen hasta que punto un 5 se combina con las otras cartas), los mismos son también buenos para tenerlos en la caja. Cuatro de cada trece cartas (10–K) valen diez, por lo que existe una probabilidad elevada que los 5s en la mano o en la caja formen quinces.
- Combinaciones de dos cartas que suman cinco. En este caso se aplica el mismo principio que con los "5s", con una buena posibilidad de formar escaleras.
- 6s, 7s, 8s y 9s. Las combinaciones de estas cartas producen quinces y escaleras. Las manos que suman 12, 16, 20, 21 y 24 a menudo están formadas por estas cartas.
- 4s, 5s y 6s. Estas suman quince y además forman una escalera. A menudo las manos que suman 12, 16, 21, 23, y 24 están formadas por estas cartas.
- 7s y aces y 4s y 7s. Estas se combinan para formar quinces, por lo general dan ocho puntos (por ejemplo, 7-7-1-1), y ocasionalmente dan veinte puntos (7-7-7-1-1).
- 3s, 6s y 9s. Estas también es probable se combinen para generar quince, y pueden dar puntos similares a los 7s y aces.
- Flushes. Flushes (todas las cartas del mismo palo), a causa de su naturaleza diversa, a menudo contienen quinces y escaleras, además de contar como un flush.
- Sotas - Js. Cuando se tiene una figura cualquiera, retenga el jack (o deposítelo en su caja, y evite colocarlo en la caja de su oponente) a causa de la posibilidad de conseguir puntos por "nobs".
- Cartas consecutivas. Especialmente cuando se descarta en la caja propia, cartas consecutivas (tales como, as-2, 7-8, Sota-Reina) pueden tener posibilidad de coincidir con la inicial o los descartes del oponente para formar una escalera.
- Desde un punto de vista estadístico las dos cartas que en una caja en promedio marcan la mayor cantidad de puntos son un par de 5s, luego un 2 y un 3, luego una Sota (J) y un 5.
- Desde un punto de vista estadístico las dos cartas que en promedio menos puntos le van a proveer son el rey y el 10.

### Depositar cartas de una forma defensiva en la caja
A menudo un jugador se enfrenta con un dilema: Usted tiene buenas cartas para tener en la mano pero debe entregarle a su oponente cartas que probablemente le aporten una cantidad de puntos importantes en la caja de él. Si la mano que le han dado se compone de 10-10-8-7-6-2, la mejor oportunidad de sumar puntos es retener las cartas 8-7-6-2: quince x 2 (cuatro puntos) y una escalera de tres (tres puntos) lo que suma un total de siete. Aún más importante, esta mano se puede cortar a diez, once, doce, catorce o dieciséis. Pero hasta que punto deshacerse de un par de 10s mitiga la utilidad de tener el dos? Si se arroja un 10-2, se reduce la probabilidad de que el oponente pueda anotar una cantidad importante de puntos en la caja, mientras que las probabilidades de su caja todavía varia entre cinco (dos menos que si se hubiera descartado en la "mejor" forma, compensado tirando dos puntos menos en la caja) a doce. La mayor caja posible del oponente, si usted descartó un 10-2, es catorce, mientras que si usted descartó un par de 10s el oponente puede llegar hasta conseguir veintidós puntos (10, 10, 5, 5, 5).
La respuesta a este problema radica en la posición que ocupa el jugador en el tablero. Estamos en el comienzo del juego, y un jugador ¿está dispuesto a arriesgarse perdiendo un poco a cambio de la conseguir una puntuación mayor? ¿Es que posee una ventaja tan considerable sobre su oponente que la puntuación que este pueda hacer no puede causarle daño? ¿O se encuentra usted tan retrasado en el juego que necesita anotar puntos a cualquier precio? Estas preguntas, junto con la personalidad y tal vez un pálpito de buena o mala "suerte", influyen sobre como desprenderse de cartas en una mano difícil.
A continuación se dan algunas guías sobre que tirar, o que no tirar en la caja:

#### Caja del jugador
- Evite romper la probabilidad de una escalera 4-6 doble.
- Evite romper una escalera de tres.
- Evite romper un flush.

#### Caja del Oponente
- Evite tirar un 5 o una J en la caja del oponente (CO).
- Evite tirar cartas consecutivas en la CO.
- Evite tirar un par en la CO.
- Evite tirar dos del mismo palo en la CO.
- Evite tirar un (4,A); (8,6); (9,6) o (9,7) en la CO.

### El juego
Algunas de estas tácticas solo funcionan en un juego de a dos (con más jugadores es más difícil pensar una estrategia). El jugador que lidera el juego, debe prestar atención a lo siguiente:
- Intente iniciar el juego con un tres o un cuatro. Así el oponente no puede alcanzar quince con la próxima carta que coloque. Si el oponente completa un par, el jugador sagaz ha planificado una contraofensiva tal como lograr formar un «quince por dos puntos», o sea habiendo descartado inicialmente un 4 mientras que se tiene un 7, o jugando a un «par triple» (o par real). (Abrir el juego con un dos es lo mejor cuando se tiene un tres u otro dos. De lo contrario se corre el riesgo de permitir un par, y luego un quince. Casi siempre es mejor preservar los ases para el final).
- Juegue una carta de una pareja. Si el oponente completa una pareja, el primer jugador puede completar un triple que le valdrá seis puntos.
- Lidere con una de las dos cartas que sumen cinco (2 y 3, o 4 y As). Una carta de «diez» es una respuesta probable, y le permitirá fácilmente marcar quince y anotar dos puntos. También en caso de ser el repartidor, tener dos cartas que suman 11 (8 y 3) aumenta las posibilidades de llegar a 31 y anotar dos puntos.
- Si tiene dos cartas que suman quince, como ser un 6 y un 9, juegue el 6. Si el oponente consigue un «quince» con un 9, el primer jugador puede jugar para obtener «un par de 9s y anotar dos puntos» con el 9; y viceversa si se juega inicialmente el 9 si el oponente consigue un "quince" con un 6, el primer jugador puede jugar para obtener «un par de 6s y anotar dos puntos» con el 6.
- Si se tiene un 7 y un 9, o un 8 y un 9, proceda con cuidado antes de decidirse a abrir el juego con ellos. Aunque muchas veces el oponente jugará para tratar de conseguir un quince dándole al contrincante la posibilidad de conseguir una escalera y anotar tres punto al jugar el 9, también es común que la respuesta del repartidor de lugar a una escalera de cuatro cartas. Por ejemplo, si el jugador que es mano coloca un 7, el repartidor responde consiguiendo «quince y anotando dos puntos» con un 8. La mano juega un 9 y se anota tres puntos por la escalera, el repartidor puede responder con un 6 y anotar 4 puntos por su escalera de 4 cartas, consigue un Paso y termina la serie con un As y suma «treinta y uno y anota dos puntos». Muy a menudo el repartidor gana este tipo de intercambio.

En general:
- No comience con un 5 excepto en una situación táctica inusual;[10] es probable que su oponente tenga un 10 o una carta figura (16 de las 52 cartas cuentan con un valor de diez: 10, J, Q, K) y fácilmente pueden producir 15.
- Si usted puede elegir entre marcar quince por dos puntos o establecer una pareja, complete quince. Ello previene que su oponente puede lograr un triple.[11] Una excepción a esta estrategia es si puede formar cuatro del mismo tipo.
- Tener cartas de valores bajos aumenta la probabilidad de formar un "quince y anotar dos puntos" como también de formar "treinta y uno y anotar dos puntos", y a menudo da una oportunidad de jugar cartas sucesivas si el otro jugador se ve forzado a "Pasar" para formar un par o una escalera.
- Evite hacer que la cuenta sea veintiuno. Existen dieciséis cartas—30.8% del mazo—con un valor de diez, por lo que hacer que la cuenta sea veintiuno le brinda al oponente una buena chance de producir "treinta y uno".